# Ег (притока Роне)
Ег (фр. Eygues) је река у Француској. Дуга је 114 km. Улива се у Рону. 